# Mount Fagerli
Mount Fagerli ist ein 1880 m hoher Berg auf Südgeorgien. In der Allardyce Range ragt er 1,5 km südwestlich des Marikoppa an der Nordflanke des Kjerulf-Gletschers auf.
Der South Georgia Survey nahm zwischen 1951 und 1957 Vermessungen des Bergs vor. Das UK Antarctic Place-Names Committee benannte ihn 1958 nach dem Norweger Søren Fagerli (1896–1968), einem Manager der Walfangstation der Compañía Argentina de Pesca in Grytviken von 1938 bis 1948.